# 가노 히사토모
가노 히사토모(加納久儔)는 에도 시대 후기의 다이묘이다. 이세 핫타 번(히가시아쿠라가와 번) 제5대 번주, 가즈사 이치노미야번 초대 번주를 지냈다. 이치노미야 번 가노 가(一宮藩加納家) 제5대 당주.
| 전임 가노 히사치카 | 제5대 핫타 번 번주 (가노 가) 1821년 ~ 1826년 | 후임 폐번 |

|  | 제1대 이치노미야번 번주 (가노 가) 1826년 ~ 1842년 | 후임 가노 히사아키라 |